# Dominique Pire
Pour les articles homonymes, voir Pire.
Le Père Dominique Pire, né Georges Charles Clément Ghislain Pire le 10 février 1910 à Leffe près de Dinant en Belgique, et mort le 30 janvier 1969 à Louvain en Belgique, est un prêtre et religieux dominicain belge qui reçut le prix Nobel de la paix en 1958 pour son travail en faveur des réfugiés après la Seconde Guerre mondiale.

## Biographie
Georges Pire devint religieux dominicain en 1932, lorsqu'il prononça ses vœux et adopta le nom de « Dominique », qui est celui du fondateur de l'ordre des Dominicains. Après des études de théologie et de sciences politiques, il revint au couvent de la Sarte à Huy, Belgique où il commença son engagement social avec les familles défavorisées de la région. Au cours de la Seconde Guerre mondiale, Pire servit comme aumônier de la résistance et participa activement à l'exfiltration de pilotes alliés, par exemple. Il reçut de nombreuses médailles après la guerre.
En 1949, il commença à s'intéresser au problème des réfugiés de guerre et écrit un livre à ce propos "Du Rhin au Danube avec 60 000 D. P". Il fonda une organisation pour aider ces réfugiés qui se chargeait du parrainage de familles et, après 1950, construisit une série de villages en Allemagne et en Autriche pour aider à se loger, puisant les ressources de son engagement humanitaire et social dans sa foi chrétienne, mais refusant d'en faire une condition pour ceux qu'il aidait.
Après avoir reçu le prix Nobel de la paix en 1958, son engagement en faveur de la paix se poursuivit avec la création de l'université de paix dont le but était de former les futurs leaders du monde à une plus grande compréhension mutuelle. Plus tard convaincu qu'il ne pourrait y avoir de paix sans éliminer la pauvreté, il fonda Îles de paix, une ONG consacrée à l'appui des populations rurales dans les pays en voie de développement. De son vivant, des projets furent initiés au Bangladesh et en Inde.
Il meurt de complications post-opératoires. Plus de trente ans après sa mort, les quatre organisations qu'il a fondées sont encore actives.

## Organisations fondées par Dominique Pire
- Service d'Entraide Familiale : travaille pour la réinsertion des familles et personnes en décrochage social.
- Aide aux Personnes Déplacées : est active dans le domaine de l'accueil des réfugiés en Belgique et dans le parrainage d'enfants dans les pays en voie de développement.
- Université de Paix : est spécialisée dans la gestion positive des conflits, dans la famille, dans le quartier et dans le travail.
- Îles de Paix en collaboration avec Jean Defays: soutient les initiatives de développement à long terme de populations rurales du Burkina Faso, Bénin, Mali, de Guinée-Bissau, d'Équateur, de Bolivie et du Pérou.

## Œuvres
- Bâtir la paix, Bruxelles, 1966.
- Vivre ou mourir ensemble, Bruxelles, 1969.

Environ 40 mètres linéaires d’archives du Père Dominique Pire, des années 1930 à 1970, sont conservées aux Archives de l’État à Namur. La déclaration de don des archives du Père Dominique Pire aux Archives de l’État à Namur a été signée en janvier 2016 au nom des associations sans but lucratif Service d’Entraide Familiale, Aide aux Personnes déplacées, Université de Paix et Les Amis des Îles de Paix et de l’Action Pain de la Paix.

## Hommage et distinction
Il est représenté sur la Fresque des Wallons à Namur.
La distinction suivante lui a été décernée en 1958 :
- Chevalier de la Légion d'honneur.